# Minoru Betsuyaku
Minoru Betsuyaku (japanisch 別役 実, Betsuyaku Minoru, auch Betchaku Minoru; * 4. Juni 1937 in der Mandschurei; † 3. März 2020) war ein japanischer Dramatiker, Essayist und Literaturkritiker. Er war mit der japanischen Schauspielerin und Seiyū Kusunoki Yūko verheiratet.

## Leben
Betsuyaku wuchs in der Mandschurei auf, wo er den Zweiten Weltkrieg erlebte, und kam nach dem Verlust seines Vaters 1946 mit seiner Mutter nach Japan. 1958 begann er ein Journalismus-Studium an der Waseda-Universität. Hier lernte er den avantgardistischen Theaterleiter Suzuki Tadashi kennen, mit dem er mehr als zwanzig Jahre lang zusammenarbeitete.
1960 beteiligte er sich am Protest gegen den Kooperations- und Sichterheitsvertrag zwischen Japan und den USA. Er verließ die Waseda-Universität und begann eine Laufbahn als Dramatiker. Er schloss sich der Gruppe um das Jiyū  Butai (自由舞台, etwa: Freie Bühne) an, für die er 1962 das Stück Zō (dt. Elefant) verfasste.
Für Matchi uri no shōjo und Akai tori no ifo fūkei erhielt Betsuyaku 1968 den Kishida-Kunio-Preis für Drama. Mit Suzuki und dem Schauspieler Ono Seki gründete er 1966 das Waseda Shōgekijō, das er 1969 verließ, um freischaffender Dramatiker zu werden.
Er verfasste annähernd einhundert Stücke, vorrangig für Shingeki-Gruppen wie Bungakuza und Gekidan En. 1987 erhielt er den Yomiuri-Literaturpreis, 2008 wurde er für seine Verdienste um die Etablierung des absurden Theaters in Japan mit dem Asahi-Preis ausgezeichnet.

## Werke (Auswahl)
- Byōin no aru fūkei (病院のある風景)
  - dt. „Landschaft mit Krankenhaus“, übersetzt von Siegfried Schaarschmidt, Westdeutscher Rundfunk, Köln, 1972[1]